# Leanne Baker
Leanne Baker (ur. 8 stycznia 1981 w Hamilton) – nowozelandzka tenisistka, reprezentantka kraju w Fed Cup.

## Kariera tenisowa
Karierę zawodową tenisistka rozpoczęła w lutym 1996 roku, jako reprezentantka swojego kraju w grze podwójnej, w rozgrywkach Fed Cup, gdzie w parze z Tracey King wygrała wszystkie swoje mecze. W czerwcu tego samego roku wzięła udział w kwalifikacjach do turnieju rangi ITF w Hilton Head i pomimo przegranej w decydującym o awansie meczu, zagrała w turnieju głównym jako tzw. szczęśliwy przegrany. W fazie głównej turnieju dotarła do ćwierćfinału. Pierwszy singlowy turniej wygrała w 1999 roku w meksykańskim Coatzacoalcos a deblowy w tym samym roku w Felixstowe. W sumie w czasie kariery wygrała siedem turniejów w grze pojedynczej i osiemnaście w grze podwójnej rangi ITF.
W styczniu 1999 roku wystąpiła po raz pierwszy w zawodach cyklu WTA Tour, w nowozelandzkim Auckland. Zagrała tam w deblu, w parze z rodaczką Rewą Hudson, ale przegrała w pierwszym meczu, natomiast w singlu, w którym zagrała dzięki dzikiej karcie, dotarła do drugiej rundy, po wygranej z Holenderką Miriam Oremans. W 2004 roku, partnerując Australijce Nicole Sewell, wygrała kwalifikacje gry podwójnej do wielkoszlemowego Wimbledonu, pokonując po drodze pary: Peng Shuai i Xie Yanze oraz Barbara Schwartz i Jasmin Wöhr. W turnieju głównym odpadła po pierwszej rundzie, przegrywając z parą Alicia Molik i Magüi Serna. Jeszcze tego samego roku, w parze z Kim Kilsdonk osiągnęła półfinał turnieju w Luksemburgu, wygrywając z takimi parami jak: Jekatierina Byczkowa i Emma Laine oraz Maret Ani i Meilen Tu. W styczniu 2005 roku osiągnęła swój największy sukces w rozgrywkach cyklu WTA, docierając do finału turnieju deblowego w Auckland. Jej partnerką w tych zawodach była Włoszka, Francesca Lubiani, wspólnie z którą pokonały pary: Jill Craybas i Corina Morariu, Teryn Ashley i Laura Granville oraz Janette Husárová i Lina Krasnorucka. W finale przegrały z parą Shinobu Asagoe i Katarina Srebotnik. Potem jeszcze, z tą samą partnerką, zagrała w Australian Open, ale odpadła po pierwszej rundzie.
Tenisistka reprezentowała także (nieprzerwanie w latach 1996–2008) swój kraj w rozgrywkach Fed Cup i to zarówno w grze pojedynczej jak i podwójnej.

### Wygrane turnieje rangi ITF
| turnieje z pulą nagród 100 000 $ |
| turnieje z pulą nagród 75 000 $  |
| turnieje z pulą nagród 50 000 $  |
| turnieje z pulą nagród 25 000 $  |
| turnieje z pulą nagród 15 000 $  |
| turnieje z pulą nagród 10 000 $  |

#### Gra pojedyncza
|    | Data       | Turniej       | Kat. | ($)    | Naw.      | Finalistka          | Wynik         |
| 1. | 02/05/1999 | Coatzacoalcos | ITF  | 10 000 | twarda    | Candice Jairala     | 3:6, 6:3, 7:5 |
| 2. | 11/07/1999 | Felixstowe    | ITF  | 10 000 | trawiasta | Karen Nugent        | 6:4, 6:4      |
| 3. | 06/02/2005 | Wellington    | ITF  | 10 000 | twarda    | Mirielle Dittmann   | 2:6, 6:1, 6:1 |
| 4. | 21/08/2005 | Jesi          | ITF  | 10 000 | twarda    | Vanessa Pinto       | 6:2, 7:6      |
| 5. | 05/02/2006 | Taupō         | ITF  | 10 000 | twarda    | Natsumi Hamamura    | 6:1, 6:2      |
| 6. | 12/02/2006 | Wellington    | ITF  | 10 000 | twarda    | Kateřina Kramperová | 6:4, 1:6, 6:0 |
| 7. | 20/04/2008 | Mazatlán      | ITF  | 10 000 | twarda    | Anna Lubinsky       | 7:6, 6:7, 6:4 |

### Finały juniorskich turniejów wielkoszlemowych

#### Gra podwójna (1)
| Końcowy wynik | Rok  | Turniej         | Nawierzchnia | Partnerka   | Przeciwniczki                 | Wynik finału  |
| Finalistka    | 1998 | Australian Open | Twarda       | Rewa Hudson | Evie Dominikovic Alicia Molik | 3:6, 6:3, 2:6 |